# Klemm E63/64
Die Klemm E63 und Klemm E64 waren zwei Entwürfe eines zweisitzigen Trägerflugzeugs der Leichtflugzeugbau Klemm GmbH aus dem Jahr 1935.

## Geschichte
Die Klemm E63 und Klemm E64 waren die ersten bekannten militärischen Flugzeugentwürfe, die bei der Leichtflugzeugbau Klemm GmbH Ende 1935  entstanden. Sie waren außerdem die ersten Ganzmetall-Entwürfe der Firma Klemm, die auf Grund einer Ausschreibung des Reichsluftfahrtministeriums für ein STOL-Flugzeug entstanden, das später als Trägerflugzeug auf den beiden Ende 1935 in Auftrag gegebenen deutschen Flugzeugträgern zum Einsatz kommen sollte. Neben Klemm beteiligte sich auch Arado mit der Arado Ar 195, der Hamburger Flugzeugbau mit der Blohm & Voss Ha 137, Fieseler mit der Fieseler Fi 167 und die Firma Focke-Wulf an der Ausschreibung.
Friedrich Fecher legte auf die Ausschreibung hin den Entwurf eines abgestrebten Hochdeckers und eines Doppeldeckers vor. Beide Klemm-Entwürfe schieden bereits in der Anfangsphase der Entwicklung aus und wurden im Dezember 1935 durch das RLM gestoppt.

## Konstruktion
Fecher legte mit dem Entwurf der Klemm E63 den Entwurf eines zweisitzigen abgestrebten Hochdeckers vor. Der Entwurf der Klemm E64 war ein konventioneller Doppeldecker mit verkürzten Tragflächen. Rumpf, Leitwerk und Fahrwerk waren bei beiden Entwürfen identisch. Beide Entwürfe sahen eine Ganzmetallkonstruktion vor. Als Motor war der 680 PS starke Junkers Jumo 210 Motor oder der 700 PS starke BMW 116 Flugmotor vorgesehen. Das Cockpit konnte wahlweise offen oder mit Kabinenhaube geflogen werden.

## Technische Daten
| Kenngröße             | Klemm E63                        |
| --------------------- | -------------------------------- |
| Besatzung             | 2                                |
| Länge                 | 10,90 m                          |
| Spannweite            | 14,00 m (E64: 12,00 m)           |
| Höhe                  | 3,34 m                           |
| Flügelfläche          | 31,00 m²                         |
| Rüstmasse             |                                  |
| Zuladung              |                                  |
| max. Startmasse       | 2800 kg                          |
| Höchstgeschwindigkeit | 310 km/h                         |
| Reisegeschwindigkeit  | 295 km/h                         |
| Landegeschwindigkeit  | 85 km/h                          |
| Steigzeit             | 250 m/min                        |
| Reichweite            | 1000 km                          |
| Triebwerk             | ein Jumo 10A mit 580 PS (427 kW) |